# 岩鶴恒義
岩鶴 恒義（いわつる つねよし、1955年10月15日 - ）は、日本の俳優・ナレーター・演出家。元子役、元教員。DNA計画所属。以前は関西芸術座、アクタープロ、キャラに所属していた。大阪府出身。大阪芸術大学非常勤講師。

## 出演作品

### アニメ
- ソフィア物語

### ゲーム
- SIMPLEシリーズ
  - THE・任侠（糸巻栄治）
  - THE・外科医（出雲教授）
- ロックマンX8（2005年、シグナス、ダークネイド・カマキール）

### 吹き替え
- 知っとこ!「世界の朝ごはん」
- ダーウィンの裏づけ
- 韓流ドラマで韓国がわかる
- 韓流スターに大接近!!

### ナレーション
- ACジャパン（当時の団体名は公共広告機構）「人のココロにタネをまく。」「人のココロにタネをまく。(II)」
- 岡山トヨペット
- 三菱地所
- 九州場所篇
- 大塚製薬
- 菊正宗
- 白鹿
- 四国電力
- おやつカンパニー「フランスパン工房」
- NTTドコモ関西

## 舞台演出
- 晶の舟
- 魚歩きなさい
- DOLL